# Aleksandr Aleksándrov (cosmonauta)
Aleksandr Panaiótov Aleksándrov (en búlgaro: Александър Панайотов Александров) es un cosmonauta nacido en Omurtag, Bulgaria el 1 de diciembre de 1951. Antes de convertirse en cosmonauta, sirvió en la Fuerza Aérea de Bulgaria como piloto de guerra.
Aleksándrov se convirtió en cosmonauta en 1978 como reserva de la misión de Intercosmos en la fallida Soyuz 33 a la Saliut 6. Finalmente estuvo a bordo de la segunda misión espacial búlgara-soviética en 1988 y pasó ocho días a bordo de la Estación Espacial Mir.